# 小行星12609
小行星12609（12609 Apollodoros）是一颗绕太阳运转的小行星，为主小行星带小行星。该小行星于1960年9月19日发现。

## 轨道参数
小行星12609的轨道半长轴为466 755 306 km，3.1200221 UA，离心率为0.186。